# Joseph Maas
Pour les articles homonymes, voir Maas.
Joseph Maas, né le 30 janvier 1847 à Dartford et mort le 16 janvier 1886 à Londres, est un ténor britannique.

## Carrière
Joseph Maas prend très tôt des cours de chant à Londres avec l'organiste John Larkin Hopkins (en) et la soprano Louisa Pyne, aux concerts de laquelle il participe en province comme jeune soprano. En 1856, il devient choriste à la cathédrale de Rochester,. En 1869, il travaille à Milan avec le professeur de chant Antonio Sangiovanni,.
De retour en Angleterre, il fait ses débuts en février 1871, lorsqu'il remplace le ténor Sims Reeves à la Salle Saint-Jacques (en). Le 19 août 1872, il joue au Covent Garden le rôle de Babil (ancien prince Phassilis) dans Babil and Bijou, une œuvre en cinq actes de Boucicault,.
Il part quelques années en Amérique, où il est d'abord second ténor dans la compagnie de Clara Kellogg, puis premier ténor lorsque Wilford Morgan prend sa retraite. Durant ces années, il acquiert une expérience et une réputation solides,,.
En 1878, de retour en Angleterre, il est engagé par l'impresario Carl Rosa et devient le premier ténor de la Compagnie d'opéra Carl-Rosa (en). Il est Gontran, dans l'opéra Das goldene Kreuz d'Ignaz Brüll à l'Adelphi Theatre, puis tient le rôle titre de Rienzi de Wagner l'année suivante, et joue dans Mignon et Aïda en 1880,,. Les années suivantes, et jusqu'en août 1885, il se produit à Londres, Paris et Bruxelles.
Joseph Maas meurt le 16 janvier 1886 d'une fièvre rhumatismale.

## Critique et postérité
Malgré une piètre qualité d'acteur,,, Joseph Maas eut droit à des critiques élogieuses concernant sa voix, parfois comparée à celles d'Antonio Giuglini (en) ou d'Edward Lloyd. Selon des articles de presse de l'époque, sa voix était « un fil d'argent dans un labyrinthe d'harmonie », « la plus belle voix de ténor entendue depuis des années »,,.
À la cathédrale de Rochester où il a commencé son apprentissage, un mémorial au nom de Joseph Maas a été érigé.